# Pyrestes curticornis
Pyrestes curticornis là một loài bọ cánh cứng trong họ Cerambycidae.